# Abramów (gmina w guberni lubelskiej)
Abramów – dawna gmina wiejska istniejąca w latach 1867–1870 w guberni lubelskiej. Siedzibą władz gminy był Abramów.
Za Królestwa Polskiego gmina Abramów należała do powiatu zamojskiego w guberni lubelskiej. W 1868 roku do gminy przyłączono zniesioną gminę Kąty.
13 stycznia 1870 gmina została zniesiona, a jej obszar włączony do nowo utworzonych gmin wiejskich Frampol i Goraj (powstałych z obszarów pozbawionych praw miejskich miast Frampol i Goraj):
- do gminy Frampol – Karolówka, Kąty, Komodzianka, Rzeczyce, Smoryń, Teodorówka, Wola Kątecka i Wola Radzięcka;
- do gminy Goraj – Hosznia Ordynacka, Jędrzejówka, Radzięcin, Średniówka, Wólka Abramowska i Zagrody.